# Jolla

Logo alternativo.

Jolla Oy (internazionalmente Jolla Ltd., comunemente chiamata Jolla Mobile) è una società finlandese che progetta, produce  e rivende telefoni cellulari. La società è impegnata nello sviluppo di un sistema operativo per dispositivi mobili chiamato Sailfish OS, basato sul progetto Mer che continua il lavoro del progetto MeeGo iniziato da Nokia nel 2010 con lo smartphone N9.
Jolla fu fondata dagli sviluppatori di MeeGo quando il progetto fu abbandonato dalla casa madre Nokia, il 29 marzo 2011.
Da dicembre 2013 è disponibile l'acquisto del primo telefono Jolla con Sailfish OS attraverso lo shop online europeo della società.

## Storia
Nokia, dopo un rapido crollo nel mercato degli smartphone, decise di creare un nuovo sistema operativo basato su Linux, chiamandolo Maemo. dopo averlo fuso a Moblin, progetto di Intel (anch'esso con kernel Linux e open source), il progetto fu rinominato MeeGo.
Nell'ottobre 2011, parte del team di MeeGo lasciò Nokia per fondare Jolla, utilizzando i fondi provenienti dal Nokia "Bridge", programma che permetteva di stabilire e supportare start-up e compagnie fondate da ex dipendenti Nokia.
Nokia pagò i dipendenti €25.000, ma non cedette nessun diritto o brevetto o qualsiasi altra proprietà intellettuale a Jolla. Mentre Sailfish OS di Jolla può essere considerato un diretto successore di MeeGo di Intel e Nokia e del dispositivo Nokia N9, solo il suo software è basato sui componenti open source di MeeGo, mentre la futura interfaccia grafica closed source per tutti i futuri dispositivi è stata scritta da zero.
Jolla divenne pubblica il 6 luglio 2012, annunciando l'intenzione di produrre nuovi smartphone che utilizzino un'interfaccia basata su gesture. Chiamarono il loro sistema operativo Sailfish OS, che è un derivato di Mer includente un'interfaccia grafica basata su gesture sviluppata usando Qt, QML e HTML5, come il Nokia N9.
Jolla coopera insieme ad altri per far crescere le proprie applicazioni e l'ecosistema MeeGo. Jolla ha annunciato il 17 settembre 2013 che il loro telefono è in grado di eseguire la maggior parte delle applicazioni Android, sebbene senza accesso diretto al Google Play Store.
Nel 2013 Jolla lancia il suo smartphone chiamato semplicemente Jolla (soprannominato Jolla Phone o Jolla 1 a causa della mancanza di denominazione) con a bordo una versione beta del loro Sailfish OS e con la Other Half, una cover con nfc in grado di cambiare l'atmosfera del telefono e che può essere estesa anche ad altri scopi quali batterie o tastiere (come la famosa The Other Half Keyboard)
Nel 2014 Jolla annuncia una campagna di crowdfunding per il suo nuovo prodotto, lo Jolla tablet, che è il primo prodotto interamente finanziato dai sostenitori. La campagna si rivela un successo, ma a causa di alcuni problemi il progetto subirà notevoli ritardi e si deciderà a fine 2015 quindi, di spedire i tablet già prodotti e di rimborsare i restanti con due tranche nell'arco di un anno.
Nel novembre del 2015 Jolla entra in una pesante crisi finanziaria, causa mancato rinnovo dei fondi dai finanziatori del progetto, che li vede costretti a licenziare circa il 70% del personale in attesa di ristrutturare i debiti e tornare operativa a pieno regime. La cosa avverrà nel gennaio del 2016 quando Jolla riesce ad assicurarsi altri finanziamenti per lo sviluppo del progetto Sailfish. Esce così un nuovo aggiornamento per il sistema (in early access) che passa da Saimaa (2.0.0.10) ad Aurajoki (2.0.1.17). Nel frattempo vengono stipulati accordi con l'africana Mi-Fone e l'indiana Intex per produrre smartphone su licenza con Sailfish OS a bordo. La Intex ha già presentato sul mercato l'Intex AquaFish, il primo smartphone non Jolla con Sailfish OS a bordo, che entra nel mercato con un prezzo competitivo e delle prestazioni discrete. Analogamente a ciò nel giugno 2016 Jolla presenta lo Jolla C, dispositivo per la community di sviluppatori in edizione limitata a 1200 unità circa, acquistabile previa registrazione allo Jolla Developer Program. Tutte le unità sono state vendute in circa 8 ore.
Jolla ha attualmente accordi con altre società per immettere sul mercato dispositivi con Sailfish OS a bordo quali la Turing (da confermare), la russa Oyster e la FairPhone che sta considerando di produrre telefoni con Sailfish OS al posto di android.
Attualmente l'ultimo aggiornamento software per il sistema operativo prodotto da Jolla è Suomenlinna (4.3.0.12) rilasciato il 3 Novembre 2021.

## Hardware
- Jolla 1 - smartphone con display 4,5 pollici IPS qHD, 16 GB di memoria, 1 GB RAM, slot microSD, fotocamera posteriore da 8MP e anteriore da 2MP.
- Jolla Tablet - Tablet con processore Intel a 64 bit, schermo IPS da 7,85, 32GB di memoria, 2GB RAM, slot microSD, fotocamera posteriore da 5MP e anteriore da 2MP.
- The Other Half - Cover sostituibile dello Jolla 1, che può essere usata come estensione hardware, per aggiungere funzionalità al telefono. È munita di NFC e di connessione al telefono, può avere la sua RAM, la sua CPU o altro hardware, modificando così l'aspetto o le performance del telefono.
- Jolla C - smartphone con display IPS HD da 5 pollici, 16 GB di memoria, 2 GB RAM, uno slot microSD, una fotocamera posteriore da 8MP e una anteriore da 2MP.